# گورستان دشت لاله
گورستان دشت لاله مربوط به دوره قاجار است و در شهرستان کوهرنگ، بخش مرکزی، دهستان شوراب تنگزی، روستای آبکاسه، دوراهی دیمه، دشت لاله واقع شده و این اثر در تاریخ ۱۲ شهریور ۱۳۸۶ با شمارهٔ ثبت ۱۹۴۸۶ به‌عنوان یکی از آثار ملی ایران به ثبت رسیده است.